# خروس‌کلی بال‌سیاه
خروس‌کُلی بال‌سیاه (نام علمی: Vanellus melanopterus) نام یک گونه از سرده خروس‌کلی‌ها است.